# Mind Body & Soul
Mind Body & Soul é o segundo álbum de estúdio da cantora inglesa Joss Stone, lançado em 2004. 
Foi o álbum de maior sucesso da artista no Reino Unido, alcançando o primeiro lugar na parada de álbuns britânica na semana de 9 de Outubro de 2004.
Em setembro de 2005 o álbum levou o certificado de disco de platina triplo. Também foi indicado ao Grammy Award concorrendo como "Melhor Álbum Pop Vocal".
| Críticas profissionais | Críticas profissionais |
| Avaliações da crítica  | Avaliações da crítica  |
| Fonte                  | Avaliação              |
| ---------------------- | ---------------------- |

## Faixas
1. "Right To Be Wrong" (Joss Stone, Desmond Child, Betty Wright) – 4:40
2. "Jet Lag" (Joss Stone, Jonathan Shorten, Conner Reeves) – 4:00
3. "You Had Me" (Joss Stone, Eg White, Wendy Stoker, Betty Wright) – 3:59
4. "Spoiled" (Joss Stone, Lamont Dozier, Beau Dozier) – 4:03
5. "Don't Cha Wanna Ride" (Joss Stone, Desmond Child, Betty Wright, Steve Greenberg, Mike Mangini, Eugene Record, William Sanders) – 3:31
6. "Less Is More" (Joss Stone, Jonathan Shorten, Conner Reeves) – 4:17
7. "Security" (Joss Stone, Steve Greenberg, Daniel Pierre) – 4:30
8. "Young at Heart" (Joss Stone, Salaam Remi) – 4:10
9. "Snakes and Ladders" (Joss Stone, Jonathan Shorten, Conner Reeves) – 3:35
10. "Understand" (Joss Stone, Betty Wright, Andy Morris, Mike Mangini, Steve Greenberg) – 3:46
11. "Don't Know How" (Daniel Pierre, Curtis Richardson, Jeremy Ruzumna, Justin Gray) – 4:01
12. "Torn and Tattered" (Austin Howard, Ben Wolf, Andy Dean, Betty Wright) – 3:58
13. "Killing Time" (Beth Gibbons, Joss Stone, Betty Wright) – 5:11
14. "Sleep Like a Child" (Patrick Seymour) – 5:21
15. "Daniel" (Faixa escondida) – 2:46

## Paradas
| Parada (2004)                          | Melhor posição |
| -------------------------------------- | -------------- |
| Billboard 200 (EUA)                    | 11             |
| Billboard Top R&B/Hip-Hop Albums (EUA) | 15             |
| Billboard Top Internet Albums (EUA)    | 11             |
| Billboard Comprehensive Albums (EUA)   | 11             |
| Parada de Álbuns Alemã                 | 7              |
| Parada de Álbuns Australiana           | 7              |
| Parada de Álbuns Austríaca             | 5              |
| Parada de Álbuns Belga (Valônia)       | 24             |
| Parada de Álbuns Britânica             | 1              |
| Parada de Álbuns Canadense             | 13             |
| Parada de Álbuns Dinamarquesa          | 23             |
| Parada de Álbuns Finlandesa            | 28             |
| Parada de Álbuns Francesa              | 9              |

| Parada (2004)                     | Melhor posição |
| --------------------------------- | -------------- |
| Parada de Álbuns Holandesa        | 3              |
| Parada de Álbuns Irlandesa        | 10             |
| Parada de Álbuns Italiana         | 12             |
| Parada de Álbuns Japonesa         | 23             |
| Parada de Álbuns Neozelandesa     | 5              |
| Parada de Álbuns Norueguesa       | 10             |
| Parada de Álbuns Portuguesa       | 5              |
| Parada de Álbuns Sueca            | 21             |
| Parada de Álbuns Suíça            | 6              |
| Parada (2005)                     | Melhor posição |
| Parada de Álbuns Belga (Flandres) | 3              |
| Parada de Álbuns Europeia         | 9              |

### Certifications
| País           | Certificador | Certificação | Vendas    |
| -------------- | ------------ | ------------ | --------- |
| Argentina      | CAPIF        | Platina      | 40,000    |
| Austrália      | ARIA         | Ouro         | 35,000    |
| Áustria        | IFPI         | Platina      | 20,000    |
| Brasil         | ABDP         | Ouro         | 50,000    |
| União Europeia | IFPI         | Platina      | 1,000,000 |
| Alemanha       | IFPI         | Platina      | 200,000   |
| Países Baixos  | NVPI         | Platina      | 60,000    |
| Nova Zelândia  | RIANZ        | Ouro         | 7,500     |
| Portugal       | AFP          | Ouro         | 10,000    |
| Suíça          | IFPI         | Ouro         | 20,000    |
| Reino Unido    | BPI          | 3× Platina   | 1,000,000 |
| Estados Unidos | RIAA         | Platina      | 1,200,000 |